# Sheer Heart Attack
Sheer Heart Attack är det tredje studioalbumet av den brittiska rockgruppen Queen, utgivet 8 november 1974. Albumet spelades in mellan juli och september 1974 i Trident, Air, Wessex samt Rockfield Studios och producerades av Queen och Roy Thomas Baker.
Albumet innebar Queens kommersiella genombrott och nådde i Storbritannien plats nummer två på den brittiska albumlistan. Killer Queen och Now I'm Here släpptes som singlar. Killer Queen gav senare Freddie Mercury en Ivor Novello och tog sig upp på en andra plats på den brittiska singellistan.
Mercury stod på detta, liksom tidigare album, för det mesta av låtskrivandet. Sex av albumets 13 sånger tilldelades honom, även låten Stone Cold Crazy skrevs av Mercury, men tilldelades hela gruppen. Basisten John Deacon skrev på detta album sin första Queenlåt, Misfire. Brian May skrev fyra låtar och Roger Taylor finns representerad med låten Tenement Funster.
Låten Sheer Heart Attack, som senare gavs ut på albumet News of the World skrevs under dessa sessioner. Liksom föregående album fotograferades omslaget av Mick Rock.

## Historia
Efter de sex utsålda konserterna i New York i maj 1974 som förband till Mott the Hoople under Queen II-turnén, ställdes resten av turnén in då Brian May drabbats av hepatit. Gruppen flög tillbaka till England och började där arbetet med Sheer Heart Attack, reducerade till en trio då May vårdades för sin sjukdom. John Deacon fick då ibland spela gitarr.

## Turné
Den 30 oktober 1974 drog Queen igång turnén i Manchester i Storbritannien med 77 konserter i Europa, USA, Kanada och Japan. Sista konserten hölls i Tokyo, Japan den 1 maj 1975. Nya låtar för denna turné var konsertöppnaren Now I'm Here, Flick of the Wrist, In the Lap of the Gods, Killer Queen, Bring Back That Leroy Brown, och In the Lap of the Gods ...revisited.
Förband var Styx, Mahogany Rush, Kansas och Hustler.

## Låtlista
All sång av Freddie Mercury där det inte står något annat.
| 1. | Brighton Rock      | May     |              | 5:08 |
| 2. | Killer Queen       | Mercury |              | 2:57 |
| 3. | Tenement Funster   | Taylor  | Roger Taylor | 2:48 |
| 4. | Flick of the Wrist | Mercury |              | 3:46 |
| 5. | Lily of the Valley | Mercury |              | 1:43 |
| 6. | Now I'm Here       | May     |              | 4:10 |

| 1. | In the Lap of the Gods                    | Mercury |           | 3:20 |
| 2. | Stone Cold Crazy                          | Queen   |           | 2:12 |
| 3. | Dear Friends                              | May     |           | 1:07 |
| 4. | Misfire                                   | Deacon  |           | 1:50 |
| 5. | Bring Back That Leroy Brown               | Mercury |           | 2:13 |
| 6. | She Makes Me (Stormtrooper in Stilletoes) | May     | Brian May | 4:08 |
| 7. | In the Lap of the Gods...Revisited        | Mercury |           | 3:42 |

## Medverkande
- Freddie Mercury — sång, piano
- Brian May — elgitarr, akustisk gitarr, piano, ukulele-banjo, sång
- John Deacon — elbas, kontrabas, akustisk gitarr
- Roger Taylor — trummor, percussion, sång

## Listplaceringar
| Titel              | Listpositioner | Listpositioner | Listpositioner | Listpositioner | Listpositioner |
| Titel              | AUT            | GBR            | IRL            | NOR            | USA            |
| ------------------ | -------------- | -------------- | -------------- | -------------- | -------------- |
| Sheer Heart Attack | -              | 2              | -              | 9              | 12             |
| Killer Queen       | 10             | 2              | 2              | 4              | 12             |
| Now I'm Here       | -              | 11             | 14             | -              | -              |

## Utmärkelser
- Melody Maker - "band of the year"
- Disc - "top single" (Killer Queen)
- Ivor Novello - (Freddie Mercury för Killer Queen)
- Golden Lion Award  - (Freddie Mercury för Killer Queen)